# Roger Daltrey
Roger Harry Daltrey (Shepherds Bush, Londres, Inglaterra, 1 de marzo de 1944) es un músico, cantante, compositor, productor y actor británico, conocido por ser miembro fundador y voz principal del grupo de rock británico The Who. También ha hecho carrera musical como solista, ha trabajado en la industria cinematográfica, tanto en la producción de películas como en la actuación, y ha participado en obras de teatro y en televisión. En 2008 ocupó el puesto número 61 de la lista de los "100 mejores cantantes de todos los tiempos", de la revista Rolling Stone. Además, ocupa el puesto 17 en el listado de Los 100 mejores vocalistas de metal de todos los tiempos.

## 1944–1964: Primeros años
Roger Harry Daltrey nació en Shepherds Bush (Hammersmith), una pequeña zona de Londres, y se crio en Acton, el mismo barrio donde lo hicieron los miembros de The Who Pete Townshend y John Entwistle. Su padre, Harry Daltrey, trabajaba en una fábrica de inodoros y a su madre, Irene, debido a la pérdida de un riñón en 1937, le había sido pronosticada la imposibilidad de tener hijos; a pesar de ello, dio a luz a Roger en un hospital cercano a Hammersmith durante un ataque aéreo en la Segunda Guerra Mundial, hecho que quedaría más adelante reflejado en la película Tommy, musicada por The Who, y el matrimonio tuvo dos hijas más, Gillian y Carol.
A la edad de tres años, Roger se tragó un clavo oxidado que tuvo que serle extraído quirúrgicamente, dejándole una visible cicatriz, y dos años más tarde tuvo que ser hospitalizado por una úlcera de estómago causada por el óxido del clavo.
Daltrey asistió a la Victoria Primary School, situándose entre los más destacados de su clase en el examen estatal 11-plus, lo que le permitió matricularse en la prestigiosa Acton County Grammar School, en la que coincidió con Townshend y Entwistle. Sus padres esperaban que continuara sus estudios universitarios, pero Daltrey se convirtió en un autodenominado «rebelde de escuela» y comenzó a interesarse por el entonces emergente rock and roll.
En 1958, a los 14 años, pidió ingresar en una banda de skiffle llamada The Detours, que necesitaba un cantante, y le pidieron que llevara una guitarra; con un trozo de madera hizo una copia de una Fender Stratocaster de color rojo cereza, y al cabo de pocas semanas se presentó en el local de ensayos con ella, comenzando a tocar con el grupo. Cuando su padre le compró una guitarra Epiphone en 1959, se convirtió en el guitarrista de la banda y poco después fue expulsado de la escuela por fumar. Describiendo los tiempos de posguerra, Pete Townshend escribió en su autobiografía: «Hasta que fue expulsado, Roger había sido un buen alumno. Entonces oyó a Elvis y se convirtió en un teddy boy con guitarra eléctrica. ¿Se trataba simplemente de rock and roll?, era obvio que para un joven tan inteligente como Roger no había futuro en el conformismo.»
Durante esa etapa, Daltrey trabajaba en la industria de la hojalata durante el día, y por las tardes ensayaba y se presentaba con su banda en pubs y clubs nocturnos. Invitó a su compañero de escuela John Entwistle a ingresar en The Detours como bajista, y ambos invitaron a Pete Townshend a ingresar como guitarrista. En ese momento, la banda estaba formada por Daltrey en la guitarra, Townshend en la guitarra rítmica, Entwistle en el bajo, Doug Sandom en la batería y Colin Dawsin en la voz. Cuando este último dejó la banda, Daltrey pasó a ser el vocalista y a tocar la armónica, y Townshend se convirtió en el único guitarrista. En 1964, Sandom abandona la agrupación, siendo reemplazado por Keith Moon.
Desde el principio, Daltrey se convirtió en el líder de la banda, ganándose una reputación por usar sus puños para ejercer el control cuando era necesario, a pesar de su estatura (1,70 metros). Según Townshend, «manejaba las cosas como él quería. Si discutías con él, seguro que te llevabas unos puñetazos». Por lo general, Roger era el que seleccionaba la música que tocaban, que incluía canciones de The Beatles, varios artistas de la Motown, James Brown y otros artistas de rock.
En 1964, el grupo descubrió que había otra banda llamada «The Detours» y decidieron cambiar de nombre. Pete Townshend sugirió «The Hair» y el compañero de cuarto de Townshend, Richard Barnes, sugirió «The Who». A la mañana siguiente, Daltrey logró que se adoptara ese último nombre. Sin embargo, en ese mismo año el mánager de la banda, Peter Meaden, renombró al grupo como «The High Numbers», con la idea de enfocar la banda hacia el público mod, entonces en boga; el nombre era una referencia a las camisetas con números que los mods utilizaban en ese momento. Meaden compuso canciones mod para la banda (de hecho, las canciones eran casi copias de éxitos mod de la época, con letras cambiadas) y lanzaron un sencillo, «Zoot Suit/I'm the Face», en Fontana Records, que no tuvo éxito. 
A raíz de que Kit Lambert y Chris Stamp descubrieran al grupo en el Railway Hotel, la banda volvió a su antiguo nombre, «The Who», pues a ninguno de ellos le gustaba «The High Numbers».

## 1965–presente: Carrera

### Los años con The Who

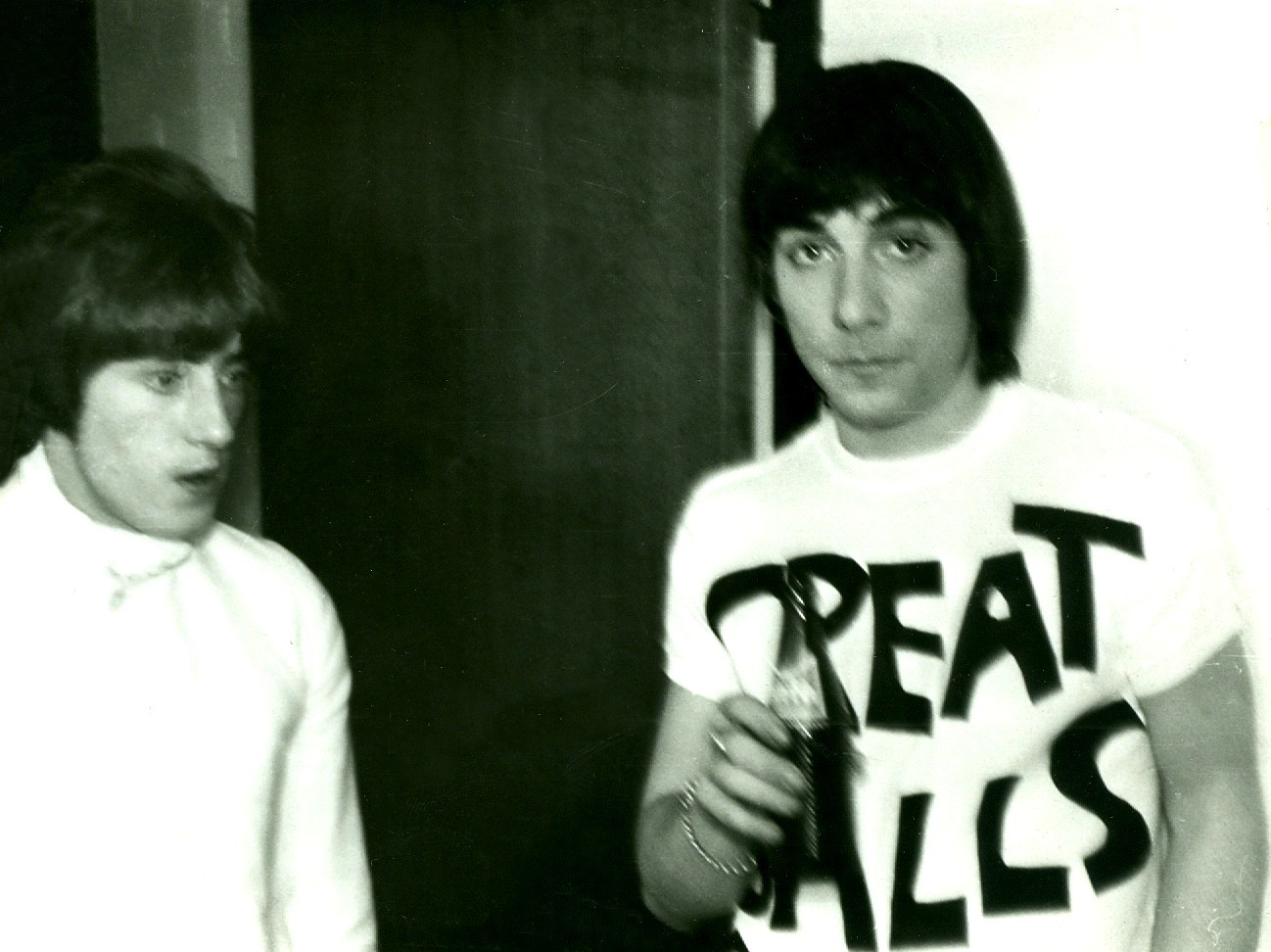
Roger Daltrey y Keith Moon en Ludwigshafen, Alemania, en 1967.

A partir de la publicación del primer sencillo de la banda, grabado en 1965, Townshend comenzó a escribir más material original, y al tiempo el dominio de Daltrey sobre la banda comenzó a declinar debido a un incidente causado por su carácter. En efecto, a finales de dicho año, los otros miembros llegaron a expulsarle del grupo, después de una paliza que Roger le había dado a Keith Moon porque este suministraba drogas a Townshend y Entwistle; Roger reflexionó: «Pensé que si perdía a la banda estaba muerto. Si no estaba con The Who, hubiese preferido ser un trabajador de chapa para el resto de mi vida». Una semana más tarde, fue admitido de nuevo, "a prueba"; prometió que no habría más estallidos violentos ni agresiones. 
El segundo sencillo de la banda, «Anyway, Anyhow, Anywhere», fue la única canción en la que Townshend y Daltrey colaboraron, este último escribió sólo dos canciones para la banda durante estos años. Como Townshend se convirtió en uno de los compositores más exitosos del rock, la voz de Daltrey fue el gran vehículo mediante el cual las visiones de Townshend se expresaron, y se ganó una reputación por igual alabada como vocalista y como frontman. The Who por esos años, se destacó por ser un grupo muy enérgico, y Daltrey usó como movimiento de firma el girar el micrófono por el cable a gran velocidad.
Townshend, inspirado en la tartamudez de Daltrey, en la ira juvenil, la frustración y la arrogancia de la banda, compuso «My Generation», en la que logró expresar los sentimientos revolucionarios de la época de los sesenta de muchos jóvenes alrededor del mundo, transformándose en una marca registrada de la banda. Más adelante, el grito de Daltrey en el final de la canción «Won't Get Fooled Again», se convertiría en un momento ícono del rock and roll.

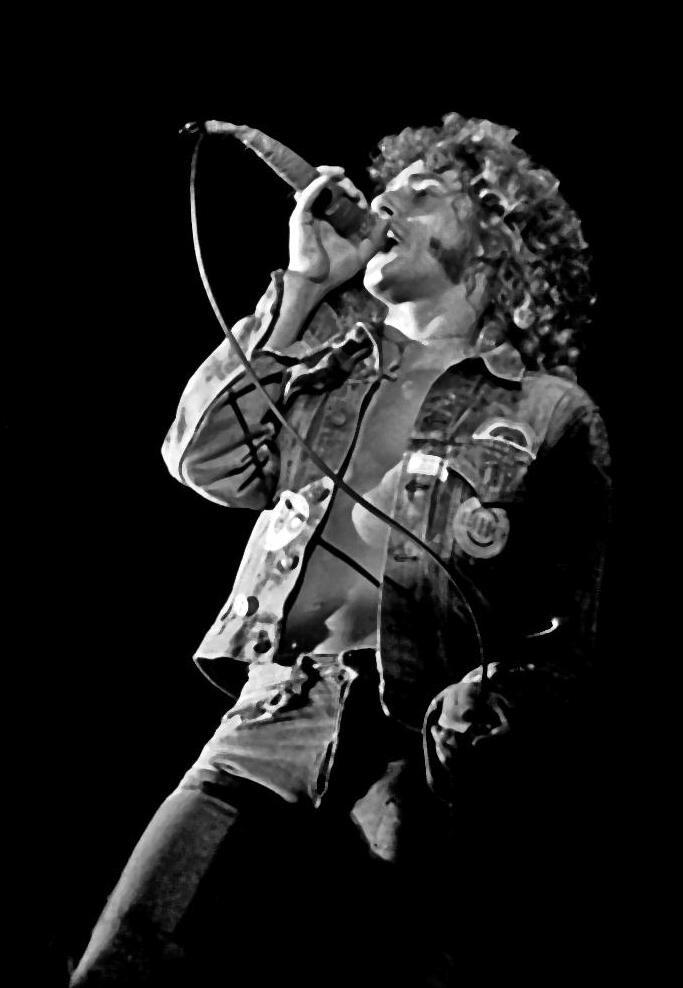
Roger Daltrey en Hamburgo, en agosto de 1972.

En 1973, Daltrey estaba experimentando un considerable éxito con sus proyectos en solitario y en su carrera como actor. Mientras que los otros integrantes de la banda trabajaban en la grabación de la música de Quadrophenia, Daltrey utilizó parte de este tiempo para comprobar los registros de The Who. Encontró que estos habían caído en un caos bajo la dirección de Kit Lambert y Chris Stamp. Lambert fue también mentor artístico de Pete Townshend, y desafiante, llevó a la banda a nuevas tensiones. Durante una sesión de grabación (en un incidente que Daltrey catalogó como exagerado) Townshend y Daltrey discutieron sobre la programación. Townshend golpeó al cantante con su guitarra en la cabeza, y Daltrey respondió golpeando a Pete, dejándolo inconsciente nuevamente de un solo golpe.
En cada uno de los éxitos de The Who, Tommy, Who's Next y Quadrophenia, Daltrey fue el rostro y la voz de la banda, que ellos mismos definieron como la última rebeldía en una generación de cambios. Cuando la adaptación de Tommy, de Ken Russell, apareció como película en 1975, Daltrey protagonizó el papel principal, actuación que le valió la nominación a un Globo de Oro en la categoría de «Best Acting Debut in a Motion Picture» («Mejor Actuación Debutante en una Película»), y por la que fue portada en la revista Rolling Stone el 10 de abril de ese mismo año. Daltrey volvería a trabajar con Russell interpretando a Franz Liszt en la película Lisztomania, escribiendo la letra de tres canciones de la banda sonora junto con Rick Wakeman, e interpretándolas.
The Who continuó luego de la muerte de Keith Moon en 1978, así como también, la tensión en las relaciones de la banda. Daltrey catalogó como «mala», la elección de Kenney Jones en la batería para reemplazar al fallecido Moon. En 1980, Daltrey completó un gran proyecto para The Who Films, Ltd., una película dramática llamada McVicar, inspirada en el famoso ladrón de bancos inglés, John McVicar. Roger produjo y protagonizó la película, además de participar junto al grupo en la banda sonora.

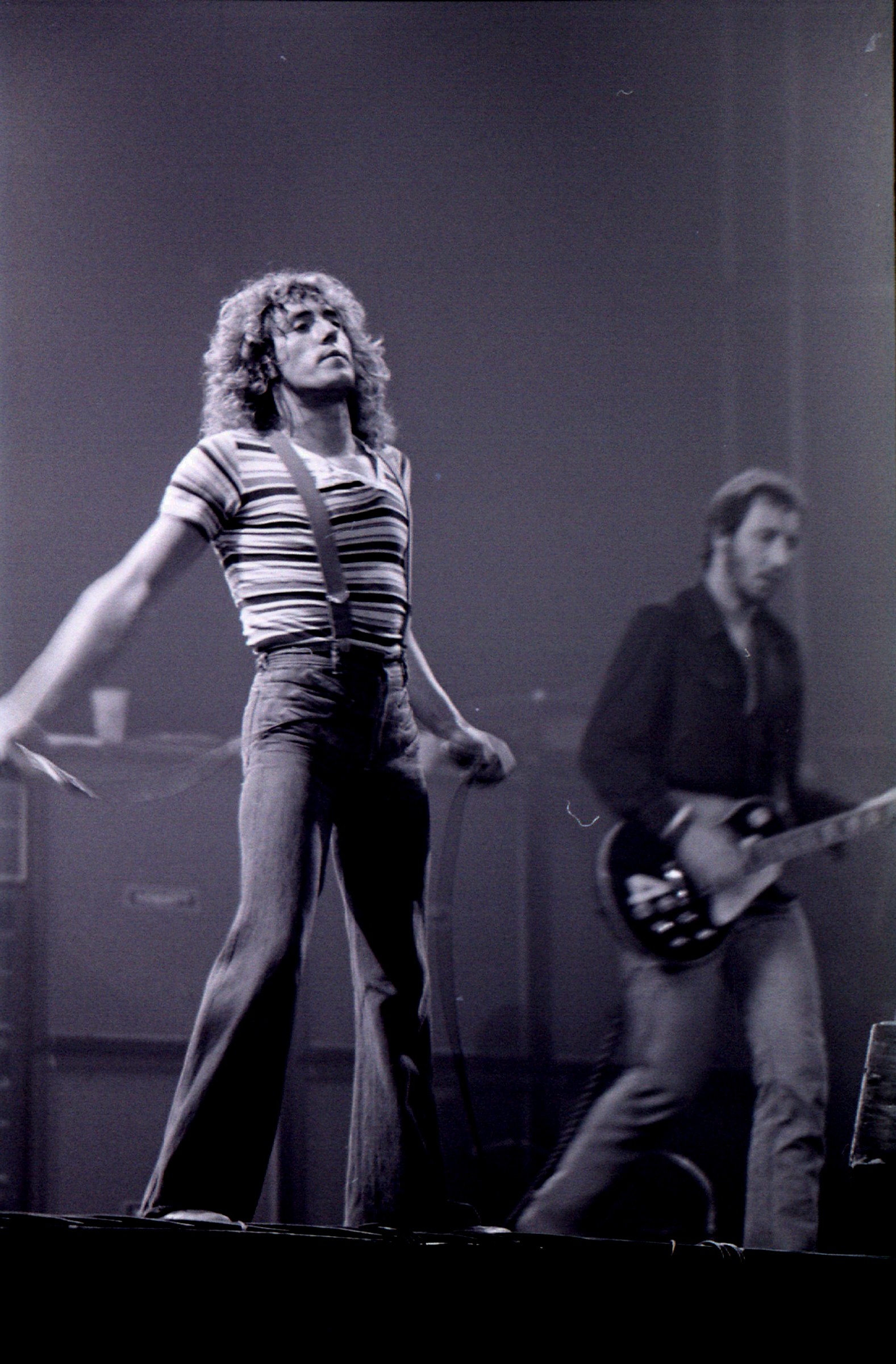
Roger Daltrey y Pete Townshend en un concierto de The Who en Toronto (Canadá), el 10 de octubre de 1976.

A pesar del éxito, el deterioro en las relaciones de la banda junto a otros factores de estrés provocaron que Townshend se retirara de la gira de 1982, ya que no se sentía capaz de continuar escribiendo para The Who. La banda continuó trabajando de forma esporádica, reuniéndose para el concierto Live Aid, para la grabación de canciones del álbum solista de Roger Daltrey, titulado Under a Raging Moon, y para la grabación del álbum de Pete Townshend, llamado The Iron Man: The Musical by Pete Townshend.
A partir de 1984 Roger volvió a trabajar como actor, interpretando al marido de Barbra Streisand en el videoclip del tema Emotion, y participando para la BBC en proyectos de alto perfil como The Beggar's Opera (La Ópera del Mendigo) y The Comedy of Errors (La Comedia de las Equivocaciones). También participó en varias producciones de cine, teatro y televisión, como The Hunting of the Snark (La Caza del Snark) (1987), The Little Match Girl (La Pequeña Cerillera), Buddy's Song, que también produjo, y en Mack the Knife (1990). En 1991 recibió un Premio Grammy con The Chieftains, por el álbum en directo An Irish Evening: Live at the Grand Opera House, Belfast, en el que Roger había participado.
En 1989 The Who hicieron una gira mundial para conmemorar el XXV aniversario de la banda, que fue también el XX aniversario de la ópera rock Tommy. La gira incluyó una gran banda de apoyo musical e invitaciones especiales de artistas de la talla de Steve Winwood, Patti LaBelle, Phil Collins, Elton John y Billy Idol; Daltrey tuvo graves problemas de salud debido a un hemangioma abdominal (extraído posteriormente por cirugía), pero se las arregló para completar la gira. Roger continuó trabajando en el escenario y en la pantalla durante estos años, participando en la realización de proyectos tales como The Wizard of Oz in Concert: Dreams Come True (1995), como Tin Woodman (El Hombre de hojalata), junto a Nathan Lane, Joel Grey, Natalie Cole y Jewel Kilcher como Dorothy. Durante este tiempo comenzó a aparecer en programas de televisión de Estados Unidos.
En 1994 Daltrey celebró sus 50 años de edad realizando un espectáculo de dos noches en el Carnegie Hall de Londres, titulado A Celebration: The Music of Pete Townshend and The Who, y conocido popularmente como Daltrey Sings Townshend. El programa fue producido por el mánager de Daltrey en aquel momento, Richard Flanzer, y la música de The Who fue arreglada para orquesta por Michael Kamen, que dirigió la orquesta de la Escuela Juilliard para la ocasión. Bob Ezrin, quien produjo The Wall, álbum de Pink Floyd, entre otros destacados trabajos, se encargó de la producción en directo. Entre otros invitados especiales, participaron Pete Townshend, John Entwistle, Eddie Vedder (que realizó un homenaje acústico), Sinéad O'Connor, Lou Reed, David Sanborn, Alice Cooper, Linda Perry y The Chieftains. Michael Lindsay-Hogg dirigió el programa de televisión, que fue transmitido por satélite, logrando ser el acontecimiento vendido más rápidamente en la historia del célebre teatro londinense. El concierto fue seguido por una gran gira financiada por Daltrey, que incluyó a John Entwistle en el bajo, Zak Starkey en la batería y a Simon Townshend en la guitarra. Aunque el viaje fue considerado un éxito artístico, no logró obtener beneficios debido al alto costo de proporcionar extraordinarios músicos y orquestas en cada ciudad, para así replicar el evento en el Carnegie Hall. Como resultado de la gira, esta volvió a atraer la atención de las canciones de Quadrophenia, con lo que se reunió apoyo para una nueva puesta en escena, resultando la gran gira de la ópera rock en 1996-97.

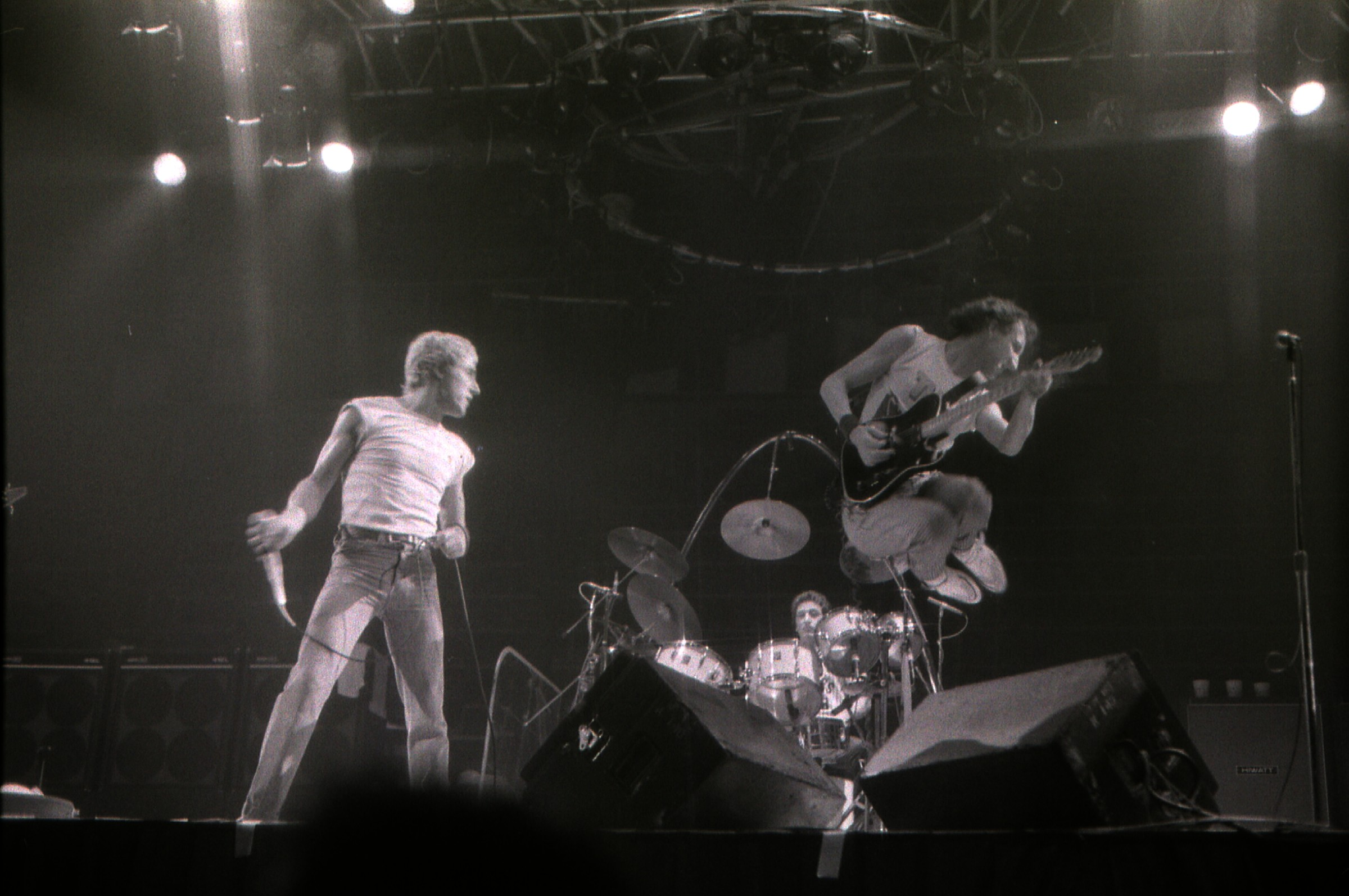
The Who, el 6 de mayo de 1980.

En 1996, Pete Townshend comenzó a producir Quadrophenia para el Prince's Trust, una entidad de caridad, en un concierto en el Hyde Park de Londres. En un principio, el show estaba previsto para llevarse a cabo como una pieza acústica en solitario, utilizando partes de la película en las pantallas, pero después de recibir ofertas de financiación, decidió llevar a cabo una producción completa. Cuando se contactó por primera vez con Daltrey, solicitando su participación, se negó inicialmente, pero después de algunas deliberaciones acordaron la producción en ayuda de la fundación, en un único espectáculo. La ópera se llevó a cabo con una gran banda, que incluía a John Entwistle en el bajo, Pete Townshend en la guitarra acústica y voz, Zak Starkey en la batería, Rabbit Bundrick y Jon Carin en los teclados, Simon Townshend en la guitarra e invitados especiales como David Gilmour, Adrian Edmondson, Trevor McDonald y Gary Glitter. A ellos se añadió una sección de viento y otra de coristas, junto con otros actores. En la noche previa al espectáculo, Daltrey fue golpeado accidentalmente en la cara por un micrófono de Glitter. El accidente fracturó la órbita del ojo y causó una considerable preocupación sobre el futuro del evento, pero Daltrey se puso un parche en el ojo para cubrir los hematomas y completó el espectáculo según lo previsto. Después, Townshend decidió asumir la producción del tour 1996-97 con The Who.
Después del éxito de la gira, la banda continuó trabajando en la realización del tour Quadrophenia, y volvió a los escenarios para una nueva gira en 1999-2000. El grupo se mantuvo trabajando junto, causando un gran impacto en el el concierto para la Ciudad de Nueva York, concierto organizado para las víctimas de los atentados del 11 de septiembre de 2001.

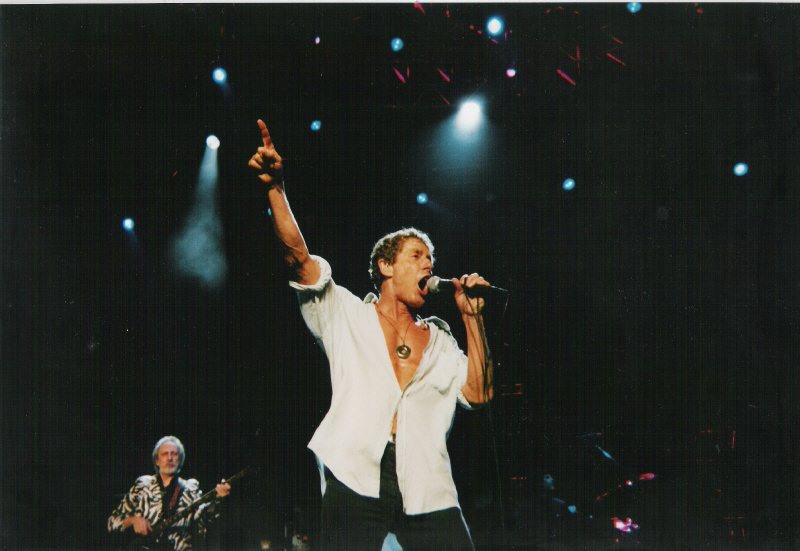
Daltrey y John Entwistle en Boston, en 2000.

A pesar de la muerte de Entwistle en junio de 2002, tanto Daltrey como Townshend decidieron continuar con la gira que ya tenían programada con The Who. El bajista Pino Palladino fue elegido para ocupar el lugar de Entwistle. La banda también realizó un pequeño tour en el año 2004. En 2006 lanzaron su primer álbum de estudio con material nuevo después de 24 años, titulado Endless Wire, disco que alcanzó el puesto número ocho en las listas estadounidenses. La banda realizó una gira mundial en 2006-07 para promocionar el álbum.
En febrero de 2010, Townshend y Daltrey, como cabeza de The Who, participaron en el espectáculo de medio tiempo en el Super Bowl XLIV frente a casi 106 millones de espectadores en todo el mundo. En marzo de 2010, Townshend y Daltrey, junto a una amplia banda de acompañamiento, realizaron Quadrophenia en el Royal Albert Hall de Londres, a beneficio del aniversario del Teenage Cancer Trust. Eddie Vedder de Pearl Jam cantó la parte de «El Padrino», y Tom Meighan de Kasabian cantó la parte de «Ace face». Tom Norris, músico de la Orquesta Sinfónica de Londres, tocó el violín para la producción.

## Discografía
- 1973: Daltrey
- 1975: Ride a Rock Horse
- 1977: One of the Boys
- 1980: McVicar
- 1982: Best Bits
- 1984: Parting Should Be Painless
- 1985: Under a Raging Moon
- 1987: Can't Wait to See the Movie
- 1992: Rocks in the Head
- 1997: Martyrs & Madmen: The Best of Roger Daltrey
- 1998: Anthology
- 2005: Moonlighting: The Anthology
- 2014: Going Back Home (con Wilko Johnson)
- 2018: As Long as I Have You

## Filmografía
Roger Daltrey ha actuado en anuncios, en televisión y en el cine, manteniendo una extensa filmografía. La siguiente tabla contiene una lista de sus papeles en cine y televisión:
| Título                                                 | Año       | Rol                              | Notas                                                 |
| ------------------------------------------------------ | --------- | -------------------------------- | ----------------------------------------------------- |
| Tommy                                                  | 1975      | Tommy Walker                     | Película                                              |
| Lisztomania                                            | 1975      | Franz Liszt                      | Película                                              |
| The Legacy                                             | 1978      | Clive                            | Película                                              |
| McVicar                                                | 1980      | John McVicar                     | Película (participó además en la producción)          |
| The Beggar's Opera                                     | 1983      | Macheath                         | Producción musical de la BBC                          |
| The Comedy of Errors                                   | 1983      | The Dromios                      | Película de televisión                                |
| Bitter Cherry                                          | 1983      |                                  | Corto                                                 |
| Pop Pirates                                            | 2007      | Productor                        | Película                                              |
| Murder: Ultimate Grounds for Divorce                   | 1985      |                                  | Película                                              |
| The Hunting of the Snark                               | 1987      | El abogado                       | Concierto                                             |
| The Little Match Girl                                  | 1987      | Jeb Macklin                      | Película musical                                      |
| Crossbow                                               | 1987      | Francois Arconciel               | Serie de televisión                                   |
| Gentry                                                 | 1987      | Colin                            | Serie de televisión                                   |
| How to Be Cool                                         | 1988      |                                  | Serie de televisión                                   |
| Mack the Knife                                         | 1990      | Cantante callejero               | Película musical                                      |
| Forgotten Prisoners: The Amnesty Files                 | 1990      | Howard                           | Película de televisión                                |
| Cold Justice                                           | 1989      | Keith Gibson                     | Película                                              |
| Buddy's Song                                           | 1991      | Terry Clark                      | Película (participó en la producción, y en la música) |
| Midnight Caller                                        | 1991      | Danny Bingham                    | Serie de televisión                                   |
| If Looks Could Kill                                    | 1991      | Blade                            | Película                                              |
| Concierto tributo a Freddie Mercury                    | 1992      |                                  | Concierto                                             |
| The Real Story of Happy Birthday to You                | 1992      | Barnaby (voz)                    | Corto                                                 |
| Tales from the Crypt                                   | 1993      | Dalton Scott                     | Serie de televisión                                   |
| Highlander                                             | 1993-98   | Hugh Fitzcairn                   | Serie de televisión                                   |
| Lightning Jack                                         | 1994      | John T. Coles                    | Película                                              |
| A Celebration: The Music of Pete Townshend and The Who | 1994      |                                  | Concierto                                             |
| The Wizard of Oz in Concert: Dreams Come True          | 1995      | El Hombre de hojalata            | Concierto                                             |
| Vampirella                                             | 1996      | Vlad                             | Película                                              |
| Lois & Clark: The New Adventures of Superman           | 1996      | Taz                              | Serie de televisión                                   |
| Sliders                                                | 1997      | Col. Angus Rickman               | Serie de televisión                                   |
| Pirate Tales                                           | 1997      | William Dampier                  | Serie de televisión                                   |
| Like It Is                                             | 1998      | Kelvin                           | Película                                              |
| The Magical Legend of the Leprechauns                  | 1999      | Rey Boric                        | Película de televisión                                |
| Rude Awakening                                         | 1999–2000 | Nobby Clegg                      | Serie de televisión                                   |
| The Bill                                               | 1999      | Larry Moore                      | Serie de televisión                                   |
| Dark Prince: The true story of Dracula                 | 2000      | Rey Janos                        | Película de televisión                                |
| Best                                                   | 2000      | Rodney Marsh                     | Película                                              |
| The Young Messiah - Messiah XXI                        | 2000      |                                  | Concierto                                             |
| Strange Frequency 2                                    | 2001      | Anfitrión/demonio                | Serie de televisión                                   |
| Chasing Destiny                                        | 2001      | Nehemiah Peoples                 | Película de televisión                                |
| Witchblade                                             | 2001      | Father Del Toro/Madame Sesostris | Serie de televisión                                   |
| .com for Murder                                        | 2002      | Ben                              | Película                                              |
| That '70s Show                                         | 2002      | Mr. Wilkinson                    | Serie de televisión                                   |
| The Wheels on the Bus                                  | 2003      | Argon the dragon                 | DVD                                                   |
| Trafalgar Battle Surgeon                               | 2005      | Loblolly Boy                     | Película de televisión                                |
| Johnny Was                                             | 2006      | Jimmy Nolan                      | Película                                              |
| CSI: Crime Scene Investigation                         | 2006      | Mickey Dunn                      | Serie de televisión                                   |
| The Last Detective                                     | 2007      | Mick Keating                     | Serie de televisión                                   |
| Once Upon a Time                                       | 2012      | Oruga azul                       | Serie de televisión                                   |
| Pawn Stars                                             | 2013      | El mismo                         | Serie de televisión, 1 episodio                       |

## Vida personal
Daltrey se casó dos veces. En 1964, se casó con Jacqueline "Jackie" Rickman, y tuvo un hijo, nacido en 1964, llamado Simon. La pareja se divorció en 1968. En 1967 nació Mathias, fruto de un romance con la modelo sueca Elisabeth Aronsson. En 1968, conoció a la estadounidense Heather Taylor, su actual esposa, con quien se casó en 1971. Juntos tuvieron tres hijos, Rosie Lea (nacida en 1972), Willow Amber (nacida en 1975) y Jamie (nacido en 1981).
En 1970, Daltrey apoyó públicamente la Campaña Nacional para la Libertad de Información, diciendo: "Yo vengo de una familia de clase trabajadora y me siento orgulloso de ello y tengo la intención de luchar por el derecho de los trabajadores a recibir información. Todos tenemos que saber lo que pasa detrás de la escena que está causando el desorden económico de este país. Cuando tengamos una Ley de Libertad de Información en este país, habremos restaurado nuestro derecho a saber la verdad y eso aportará cordura a nuestras leyes fiscales".
En 1971 Daltrey compró una granja en Holmshurst Manor, cerca de Burwash, Sussex.
En 1978, durante la grabación del álbum de The Who Who Are You, Daltrey fue operado en la garganta para quitar nódulos después de una infección. Durante una gira en solitario en 2009 Daltrey empezó a encontrar más difícil llegar a las notas altas. En diciembre de 2010 se le diagnosticó displasia en una cuerda vocal, por lo que consultó al Dr. Steven M. Zeitels, director del centro de voz del Hospital General de Massachusetts y profesor de la Escuela Médica de Harvard. Zeitels le realizó una cirugía láser para eliminar el crecimiento de células posiblemente cancerígenas. Ambas cirugías fueron exitosas. Como su displasia es recurrente, Daltrey tiene controles periódicos para vigilar su estado.
Daltrey compró una casa en Los Ángeles en la década de 2000. Daltrey también es propietario de una casa en Sturminster Newton, que apareció en la serie de televisión Grand Designs.
Daltrey es un partidario del club de fútbol Arsenal Football Club.
Daltrey nunca probó drogas fuertes.